# Joel Asaph Allen
Joel Asaph Allen (ur. 19 lipca 1838 w Springfield w stanie Massachusetts, zm. 29 sierpnia 1921 w Cornwall-on-Hudson w stanie Nowy Jork) – amerykański ornitolog i systematyk.

## Życiorys
Urodził się niedaleko Springfield (Massachusetts) jako syn Joela Allena, stolarza, budowniczego domu, a później rolnika oraz Harriet Trumbull, byłej nauczycielki. Allen uczęszczał zimą do miejscowych szkół publicznych, ale jego ojciec, surowo purytański kongregacjonalista, nalegał, aby podczas dobrej pogody pracował na rodzinnej farmie. Od około 14. roku życia, kiedy wzrosło zainteresowanie Allena historią naturalną, zwłaszcza ptakami, jego zainteresowanie rolnictwem znacznie zmalało. Mimo to pracował dla swojego ojca przez długie godziny w duchu synowskiej lojalności, prawdopodobnie kładąc podwaliny pod poważne ataki złego stanu zdrowia, które nękały go w późniejszych latach. W miarę możliwości przygotowywał do własnej prywatnej kolekcji okazy badawcze ptaków i zwierząt. Od 1858 do 1862 ojciec Allena wspierał jego uczęszczanie (z przerwami) do pobliskiej Wilbraham Academy.

## Działalność
W 1877 r. opublikował pracę, w której sformułował regułę ekologiczną znaną jako reguła Allena. W czasie studiów odbył wiele podróży badawczych ze swym profesorem Louisem Agassizem.

## Publikacje
- Mammals and Winter Birds of Eastern Florida, (1871)
- The American Bisons, (1876)
- Monographs of North American Rodentia (wraz z Elliottem Couesem, 1877)
- History of North American Pinnipedia, (1880)
- Mammals of Patagonia, (1905)
- The Influence of Physical Conditions in the Genesis of Species, (1905)
- Ontogenetic and Other Variations in Musk-Oxen (1913).